# Capendu

Capendu este o comună în departamentul Aude din sudul Franței. În 1 ianuarie 2022 avea o populație de 1.461 de locuitori.